# 178256 Juanmi
178256 Juanmi este un asteroid din centura principală de asteroizi.

## Descriere
178256 Juanmi este un asteroid din centura principală de asteroizi. A fost descoperit pe 3 noiembrie 2007 la La Cañada de Juan Lacruz. Asteroidul prezintă o orbită caracterizată de o semiaxă mare de 2,81 ua, o excentricitate de 0,04 și o înclinație de 4,7° în raport cu ecliptica.